# Vườn quốc gia Mayumba
Vườn quốc gia Mayumba là một vườn quốc gia nằm ở tây nam Gabon. Hệ sinh thái của nó gồm bãi biển, cồn cát, đồng cỏ savan và những cánh rừng mưa nhiệt đới cực nam của đất nước nằm giữa thị trấn Mayumba và biên giới với Cộng hòa Congo. Tại vườn quốc gia có 60 kilômét bãi biển là nơi làm tổ quan trong nhất thế giới của loài rùa da cùng với thảm thực vật ven biển độc đáo. Ngoài ra, đây còn là nhà của nhiều loài động vật hoang dã quý hiếm gồm voi rừng châu Phi, trâu rừng châu Phi, tinh tinh, linh dương, cá sấu, hà mã, khỉ. Ngoài khơi bờ biển là môi trường sống quan trọng của cá heo, cá mập và cá voi lưng gù. Đây là vườn quốc gia có diện tích bảo vệ phần lớn là biển và bờ biển duy nhất ở Gabon.